# 屠龍者的異世界生活
屠龍者的異世界生活（日语：竜殺しの過ごす日々）是日本小說家赤雪トナ創作的輕小說，最初是發表於小說投稿網站成為小說家吧的網路連載小說。日文版累計發行60萬本。台灣版5冊腰斬。

## 簡介
突然來到異世界的渡瀨幸助，在偶然間擊殺了龍，拯救了被送去當祭品的貴族之女赫倫。幸助在殺了龍後，在屠龍者稱號的作用下實力大為增強，在異世界生活下去的可能性也有了爆發性的提升。幸助隨赫倫一同前往魔女艾莉希爾的家，向她請教這個世界的常識。

## 登場人物
渡瀬幸助
主角，17歲，日本高中生，突然掉落到異世界。在偶然的機會下砸死在異世界最強的黑龍，得到稱號「屠龍者2」。在與解開封印的「巨人殺手」對戰後，得到稱號「屠龍者3」，被預言神米塔拉姆預知為世界毀滅的關鍵。
赫倫
19歲，貴族的長女，被選為黑龍的祭品，因為黑龍死亡而逃過一命。
艾莉希爾
魔女，赫倫的好友。外表20歲，實際年齡70歲。昔日的冒險者「一夜千殺」。
薇亞樂
冒險者公會的職員，能力為「称号操作」，因此知道幸助是屠龍者。一度被扭曲附身，而被公會開除，後來得到稱號「扭曲使者」。

## 出版書籍
| 集數 | 主婦之友社     | 主婦之友社             | 東立出版社     | 東立出版社             |
| 集數 | 發售日期       | ISBN                   | 發售日期       | EAN / ISBN             |
| ---- | -------------- | ---------------------- | -------------- | ---------------------- |
| 1    | 2012年9月28日  | ISBN 978-4-07-283096-3 | 2014年1月23日  | EAN 471-094-554-310-9  |
| 2    | 2012年10月30日 | ISBN 978-4-07-283104-5 | 2014年5月19日  | ISBN 978-986-348-838-5 |
| 3    | 2012年11月30日 | ISBN 978-4-07-287160-7 | 2014年12月11日 | ISBN 978-986-382-311-7 |
| 4    | 2013年1月30日  | ISBN 978-4-07-287728-9 | 2015年11月30日 | ISBN 978-986-462-496-6 |
| 5    | 2013年2月27日  | ISBN 978-4-07-287734-0 | 2016年3月3日   | ISBN 978-986-324-098-3 |
| 6    | 2013年4月30日  | ISBN 978-4-07-289779-9 |                |                        |
| 7    | 2013年6月28日  | ISBN 978-4-07-290989-8 |                |                        |
| 8    | 2013年7月31日  | ISBN 978-4-07-291658-2 |                |                        |
| 9    | 2013年8月31日  | ISBN 978-4-07-292209-5 |                |                        |
| 10   | 2013年10月30日 | ISBN 978-4-07-293491-3 |                |                        |
| 11   | 2014年1月31日  | ISBN 978-4-07-294705-0 |                |                        |

## 外部連結
- （日語）竜殺しの過ごす日々 - Web版小說
- （日語）竜殺しの過ごす日々 （页面存档备份，存于） - 主婦之友社「Hero文庫」
- （日語）YouTube上的ヒーロー文庫『竜殺しの過ごす日々』のご紹介
- （中文）前往異世界冒險吧!!──《屠龍者的異世界生活1》 @ 東立小說官方部落格 （页面存档备份，存于）